# Heliamphora minor
Heliamphora minor es una especie de planta carnívora perteneciente a la familia
Sarraceniaceae. Es un endemismo de los grupos de tepuys de Auyan y Chimanta en Venezuela.

## Descripción
Tal como el nombre sugiere, es la especie más pequeña del género.  Está estrechamente relacionada con Heliamphora pulchella.

## Cultivo

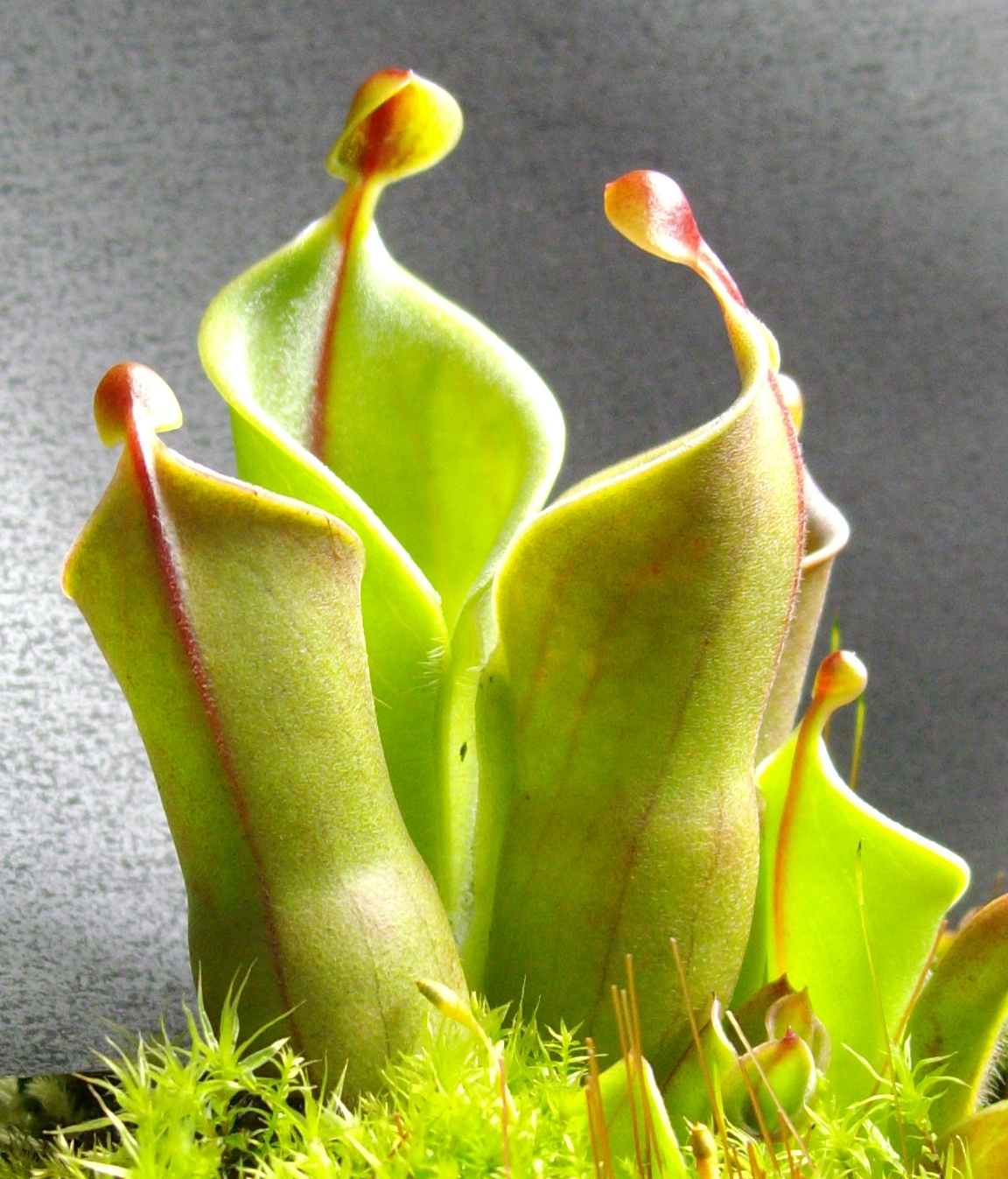
H. minor en cultivo

Heliamphora minor es una de las especies más ampliamente disponibles en el género para el cultivo. Por lo general, H. minor se cultiva con potentes luces fluorescentes en un terrario o en un invernadero con luz solar parcial. Al igual que otras plantas carnívoras, H. minor requiere agua libre de minerales añadidos y productos químicos. Puede sobrevivir a una amplia gama de temperaturas, preferentemente en torno a 20-25 °C, sin embargo durante la noche la temperatura debe bajar hasta 10 grados menos que la temperatura del día. A pesar de que es carnívora, no necesitan ser alimentadas para vivir o desarrollarse. El suelo debe ser bajo en nutrientes. Pueden ser utilizadas las combinaciones de arena lavada, cortezas, siempre con fibras musgo (en polvo o vivas), turba y perlita. Las plantas también requieren un alto nivel de humedad, que se puede lograr en un invernadero o un terrario

## Taxonomía
Heliamphora minor fue descrita por Henry Gleason y publicado en  Brittonia 3: 164, en el año 1939.
Etimología
El epíteto deriva del latín minor = pequeño.